# 牛乳豆腐
牛乳豆腐（ぎゅうにゅうどうふ）は、牛乳や初乳を原料に加熱したり酢やレモン汁やにがりを加え豆腐やそぼろの様に固めた乳製品である。初乳豆腐、チッコ豆腐、チッコカタメターノとも呼ぶ。脂肪と蛋白質が豊富に含まれる。製法は様々で牛の乳を凝固させ乳清の一部を除去し非熟成の場合フレッシュチーズである。(乳清を除去しない製法の場合はチーズではない)

## 概要
分娩後五日以内の牛の初乳は「乳及び乳製品の成分規格等に関する省令（通称「乳等省令」）別表ニの（一）の（2）1」によってヒトへの食品利用が制限されており、出荷ができない。この出荷できない初乳を有効利用するために酪農家の間で作られている。
３～４日以内の初乳は加熱のみで固まる。３～４日以降の初乳以外のもの、生乳、牛乳（種類別牛乳）、無調整牛乳、特別牛乳などは、凝固に必要なホエイや脂質の成分が初乳より薄い理由で固まり辛く、酢やにがりなどの凝固剤で固めて作られている。
牛乳は牛乳蛋白質が凝固するが、加熱によってホエイが固まり、凝乳酵素や酸の添加によりカゼインが固まる。(乳清を除去していない状態も含め)固まった物をカード(凝乳)と呼ぶ。
酸で固める製法のチーズは世界ではアジアや南米など比較的高温な地域で食べられている。 
大豆で出来た豆腐と同等に扱われ同様の調理法で食べられる。豆腐と名乗ってはいるが豆は使用していない。これは、柔らかく豆腐状の食品を「-豆腐」と呼ぶ為で、杏仁豆腐などと同じ理由である。

## 歴史
千葉県安房鴨川地方の峯岡牧で江戸時代8代将軍徳川吉宗公がインド産と言われる白牛（セブ一種）を飼育し、白牛の乳から「白牛酪」という乳製品をつくったことが、日本酪農の始まりと言われている。白牛は、ラクダのようなコブがあり、長く垂れた耳、白い毛色の、日本では現在鴨川市でしか見られない珍しい品種である(ただし江戸時代から飼育されてきたものは明治時代の牛疫で姿を消し、現在飼育されているものは1995年に千葉県酪農のさとがオープンしてからの導入である）。このように古くから酪農がおこなわれてきた千葉県安房鴨川地方で産後の牛の初乳を火にかけ固めたものをチッコ豆腐と呼んで昔から食べられてきた。しかしながら、省令で出荷出来ない初乳を使っているため、一般には流通せずに、郷土料理として酪農家の間で親しまれてきた日本の伝統的なチーズである。地域によって、「乳っこ固めたもの」に由来するとされるチッコカタメターノや、峯岡豆腐とも呼ばれている。初乳ではなく常乳を使用して販売出来るように加工されたものを、牛乳豆腐と呼ぶこともある。製法も呼び名も様々であるが、昔から酪農が盛んであった地域で生まれた食文化である。

## 製法

### 牛乳のみを使う場合
加熱
産後すぐの初乳を入れたボールなどの容器を蒸し器に入れ、30分程度蒸すと豆腐と同じ様に固まる。鍋で煮ておぼろやそぼろ状に固める方法もある。固まった後、ざるなどでホエー（乳清）と呼ばれる透明な液体を取り除くこともある。産後3～4日以降からは加熱だけでは固まり辛くなるため酸を加えると作りやすい。

### 凝固剤を加える場合
塩凝固
初乳や生乳を熱した後、塩やにがりを加えて固める。絹ごし豆腐と同じ様に固まった後、ざるなどでホエー（乳清）と呼ばれる透明な液体を取り除くこともある。
酸凝固
初乳や生乳や牛乳を熱した後、酢やレモン汁などの酸を加えるとおぼろやそぼろ状の固まりとホエー（乳清）に分離する。このホエーをざるなどで濾して取り除くと完成する。他国の牛乳原料の同じ作り方のチーズは約300kcal/100g。

## 消費

### そのまま利用
出典:『岡山畜産便り』農家の生活改善(4)
- 普通の豆腐のように生姜醤油で食べる。
- 煮込み御飯の中に野菜等と共にきざんで炊き込む。
- 野菜サラダや、ぬた、酢合え等に卵や魚の代用にする。
- 煮つけや、そぼろのように炒りつける。
- 野菜や魚のかき揚げの中に加えて揚げる。

### 味噌漬けの作り方
出典:『岡山畜産便り』農家の生活改善(4)
1. 牛乳豆腐を2cm位の厚さで 5cm角位の大きさに切っておき、清潔な容器を用いて味噌の中に漬け込む。
2. 隙間なく漬け終ったら更に隙間なく蓋をして、涼しい場所にたくわえておく。
3. 一カ月頃から美味しく食べられる。